# Calciatori dello Sportklub Rapid
Questa voce presenta quei calciatori dello Sportklub Rapid che, in oltre 100 anni di storia del club, si sono distinti tra i tanti per i titoli conquistati, per le presenze e le reti nelle competizioni nazionali ed internazionali, o per aver rappresentato la Nazionale del proprio Paese.
Nel corso della sua storia, il Rapid ha avuto 27 capitani, tre dei quali hanno indossato la fascia in periodi diversi (Krankl, Weber, Hofmann). Il primo fu Richard Kuthan, soprannominato Rigo: arrivato al club quindicenne nel 1906, fu poi per 14 anni, dal 1911 al 1925, il capitano dei bianco-verdi. Al fronte durante la Grande guerra, in Romania e sull'Isonzo, poi sul Piave ed infine a Verdun, Kuthan poté tornare a Vienna solo il 10 novembre 1918, dopo una marcia a piedi di 28 giorni. Attaccante, Kuthan fu capocannoniere della 1. Klasse nel 1912-1913, 1915-1916 e nel 1921-1922 e conquistò 8 campionati e 2 coppe durante 18 anni di carriera, disputando anche due finali di Coppa Mitropa.
La prima vera "stella" fu però rappresentata da Josef Uridil, che raccolse idealmente il testimone di Kuthan, rispetto al quale era più giovane di quattro anni, conquistando il titolo di capocannoniere per tre anni consecutivi, tra il 1919 ed il 1921. Quattro campionati e due coppe nella bacheca personale di Uridil, ricordato però soprattutto per il suo essere stato personaggio pubblico ben prima che tale ruolo si addicesse ai calciatori. Anche Uridil visse la guerra di trincea, come lui stesso raccontò nell'intervista per i 20 anni del Rapid, ripresa poi nell'autobiografia del 1924 Was ich bin und wie ich wurde. Sponsor di una marca di birra, dedicatario di una composizione musicale, la sua biografia a cura di Felix Schmal inaugurò la serie delle biografie sportive dell'editore Wiener Sport-Verlag.
Nel 1930 debuttò in prima squadra Franz Binder, soprannominato Bimbo. Fu il primo calciatore del Rapid a raggiungere e superare quota 200 gol in campionato, fermandosi poi a 267 nel 1949, anno del suo ritiro. Il record fu superato pochi anni dopo da Dienst ed eguagliato da Krankl nel 1985, tuttavia Binder resta a tutt'oggi il capocannoniere assoluto del Rapid in coppa d'Austria, con 60 reti in 33 partite, per una media di 1,82 gol a gara. Binder segnò anche 33 gol in 19 presenze in coppa di Germania, per un totale di 93 in 52 gare di coppa. Capitano per undici anni, dal 1937 al 1948, Binder è ricordato per la tripletta allo Schalke 04 che permise al Rapid di conquistare il titolo tedesco nel 1941, primo ed ultimo successo di una squadra austriaca nel campionato del Terzo Reich. Ha vinto sei volte la classifica marcatori del massimo campionato austriaco, nelle stagioni 1932-1933, 1936-1937, 1937-1938, 1938-1939, 1939-1940 e 1940-1941.
Robert Dienst, nei suoi 12 anni di permanenza al Rapid, mise a segno 307 reti in 284 partite di campionato, superando di 40 gol il precedente record stabilito da Binder e vincendo in tre occasioni la classifica marcatori (1951, 1954, 1957). Esattamente metà delle sue stagioni al club si conclusero con la conquista del titolo nazionale. Poiché mise a segno anche 7 reti in 12 partite di coppa e 7 reti in 18 partite internazionali, il suo totale è di 321 gol in 314 partite ufficiali, media di 1,02 a partita.
Hans Krankl detiene invece il record di presenze in ÖFB-Cup (54, una in più rispetto a Flögel e Kienast) e quello di marcature in competizioni UEFA (18). Krankl indossò in due periodi distinti la fascia di capitano, che ricevette a 23 anni nel 1976 e lasciò due anni dopo col passaggio al Barcellona, per poi riprenderla col ritorno al club nel 1981 e fino al trasferimento al Wiener Sport-Club, come giocatore-allenatore, nel 1985.
Detentore del record di presenze in campionato con la maglia del Rapid è l'attuale tecnico Peter Schöttel, in campo 436 volte tra il 1986 ed il 2001. Da autentico difensore, ha messo a segno appena 4 reti in Bundesliga e due in ÖFB-Cup. Suo anche il record di presenze in competizioni UEFA, 49.

## Numeri di maglia ritirati
5 –  Peter Schöttel (dal 2001)

## Lista dei capitani
Elenco in ordine cronologico dei capitani del club dal 1911:
- 1911-1925 / Richard Kuthan
- 1925-1928  Leopold Nitsch
- 1928-1931  Ferdinand Wesely
- 1931-1937  Josef Smistik
- 1937-1948  Franz Binder
- 1949-1954  Leopold Gernhardt
- 1954-1956  Robert Körner
- 1956-1964  Gerhard Hanappi
- 1964-1965  Paul Halla
- 1965-1970  Walter Glechner
- 1970-1972  Rudolf Flögel
- 1972  Ewald Ullmann
- 1973-1975  Gerhard Sturmberger
- 1975-1976  Norbert Hof
- 1976-1978  Hans Krankl
- 1978-1979  Werner Walzer
- 1979-1980  Peter Persidis
- 1981  Heribert Weber
- 1981-1985  Hans Krankl
- 1986-1989  Heribert Weber
- 1989-1992  Reinhard Kienast
- 1992-1995  Robert Pecl
- 1995-1997  Michael Konsel
- 1997-2001  Peter Schöttel
- 2001  Krzysztof Ratajczyk
- 2002-2003  Andreas Herzog
- 2003-2005  Steffen Hofmann
- 2006  Helge Payer
- 2006-2007  Martin Hiden
- 2008-  Steffen Hofmann

## Record

### Record di presenze
| Presenze in campionato Aggiornate alla stagione 2011-2012. - 436 Peter Schöttel (1986-2001) - 395 Michael Konsel (1985-1997) - 393 Reinhard Kienast (1978-1992) - 350 Hans Krankl (1971, 1972-1978, 1981-1985) - 333 Gerhard Hanappi (1950-1965) - 333 Rudolf Flögel (1958-1972) - 315 Heribert Weber (1978-1989) - 291 Steffen Hofmann (2002-2005, 2006-) - 289 Herbert Feurer (1976-1989) - 289 Paul Halla (1953-1965) - 284 Robert Dienst (1948-1962) - 284 Johann Pregesbauer (1975-1986) | Presenze in ÖFB-Cup Aggiornate alla stagione 2011-2012 - 54 Hans Krankl - 53 Rudolf Flögel - 53 Reinhard Kienast - 49 Heribert Weber - 47 Josef Smistik - 45 Michael Konsel - 39 Werner Walzer - 39 Gerald Willfurth - 39 Peter Schöttel - 37 Herbert Feurer - 37 Walter Glechner |

- 49  Peter Schöttel
- 46  Reinhard Kienast
- 45  Hans Krankl
- 44  Rudolf Flögel
- 43  Heribert Weber
- 42  Michael Konsel
- 40  Walter Glechner
- 39  Steffen Hofmann
- 38  Kurt Garger
- 33  Karl Brandauer
- 32  Herbert Feurer
- 32  Leo Lainer
- 32  Zlatko Kranjčar

### Record di marcature
| Marcature in campionato Aggiornate alla stagione 2011-2012. - 307 Robert Dienst - 267 Franz Binder - 267 Hans Krankl - 164 Richard Kuthan - 160 Franz Weselik - 157 Alfred Körner - 145 Rudolf Flögel - 135 Matthias Kaburek - 134 Edi Bauer - 130 Johann Riegler - 127 Josef Uridil | Marcature in ÖFB-Cup Aggiornate alla stagione 2011-2012. - 60 Franz Binder - 51 Hans Krankl - 51 Matthias Kaburek - 40 Franz Weselik - 37 Rudolf Flögel - 29 Ferdinand Wesely - 23 Jørn Bjerregaard - 20 Josef Uridil - 17 Jan Åge Fjørtoft - 16 Richard Kuthan - 16 Bernd Lorenz |

- 18  Hans Krankl
- 16  Steffen Hofmann
- 13  Nikica Jelavić
- 12  Antonín Panenka
- 12  Rudolf Flögel
- 11  René Wagner
- 10  Zlatko Kranjčar
- 9  Christian Keglevits
- 8  Jørn Bjerregaard
- 7  Robert Dienst
- 7  Peter Pacult
- 7  Christian Stumpf

### Capocannonieri per singola stagione

#### Competizioni nazionali

##### Campionato
Elenco dei giocatori del club vincitori della classifica marcatori del campionato austriaco.
- 1912-1913  Richard Kuthan (17 reti[22])
- 1915-1916  Richard Kuthan (24 reti)
- 1916-1917  Edi Bauer (21 reti[23])
- 1917-1918  Edi Bauer (20 reti)
- 1918-1919  Josef Uridil (14 reti)
- 1919-1920  Josef Uridil (21 reti[24])
- 1920-1921  Josef Uridil (35 reti)
- 1921-1922  Richard Kuthan (21 reti)
- 1929-1930  Franz Weselik (24 reti)
- 1932-1933  Franz Binder (25 reti)
- 1933-1934  Josef Bican (28 reti)
- 1934-1935  Matthias Kaburek (27 reti)
- 1936-1937  Franz Binder (29 reti)
- 1937-1938  Franz Binder (22 reti)
- 1938-1939  Franz Binder (27 reti)
- 1939-1940  Franz Binder (18 reti)
- 1940-1941  Franz Binder (27 reti)
- 1950-1951  Robert Dienst (37 reti)
- 1953-1954  Robert Dienst (25 reti)
- 1956-1957  Robert Dienst (32 reti)
- 1966-1967  August Starek (21 reti)
- 1967-1968  Jørn Bjerregaard (23 reti)
- 1973-1974  Hans Krankl (36 reti)
- 1976-1977  Hans Krankl (32 reti)
- 1977-1978  Hans Krankl (41 reti)
- 1982-1983  Hans Krankl (23 reti)
- 1987-1988  Zoran Stojadinović (27 reti)
- 1996-1997  René Wagner (21 reti)
- 2009-2010  Steffen Hofmann (20 reti)

##### Coppa
- 2010-2011  Hamdi Salihi (6)
- 2011-2012  Hamdi Salihi (8)

#### Competizioni internazionali
- Zentropa Cup 1951[25]  Gerhard Hanappi (4 reti)
- Coppa delle Coppe 1984-1985  Antonín Panenka (5 reti[26])

## Calciatori premiati

### A livello nazionale

#### Calciatore austriaco dell'anno

##### Premio assegnato dalla rivistaSportfunk

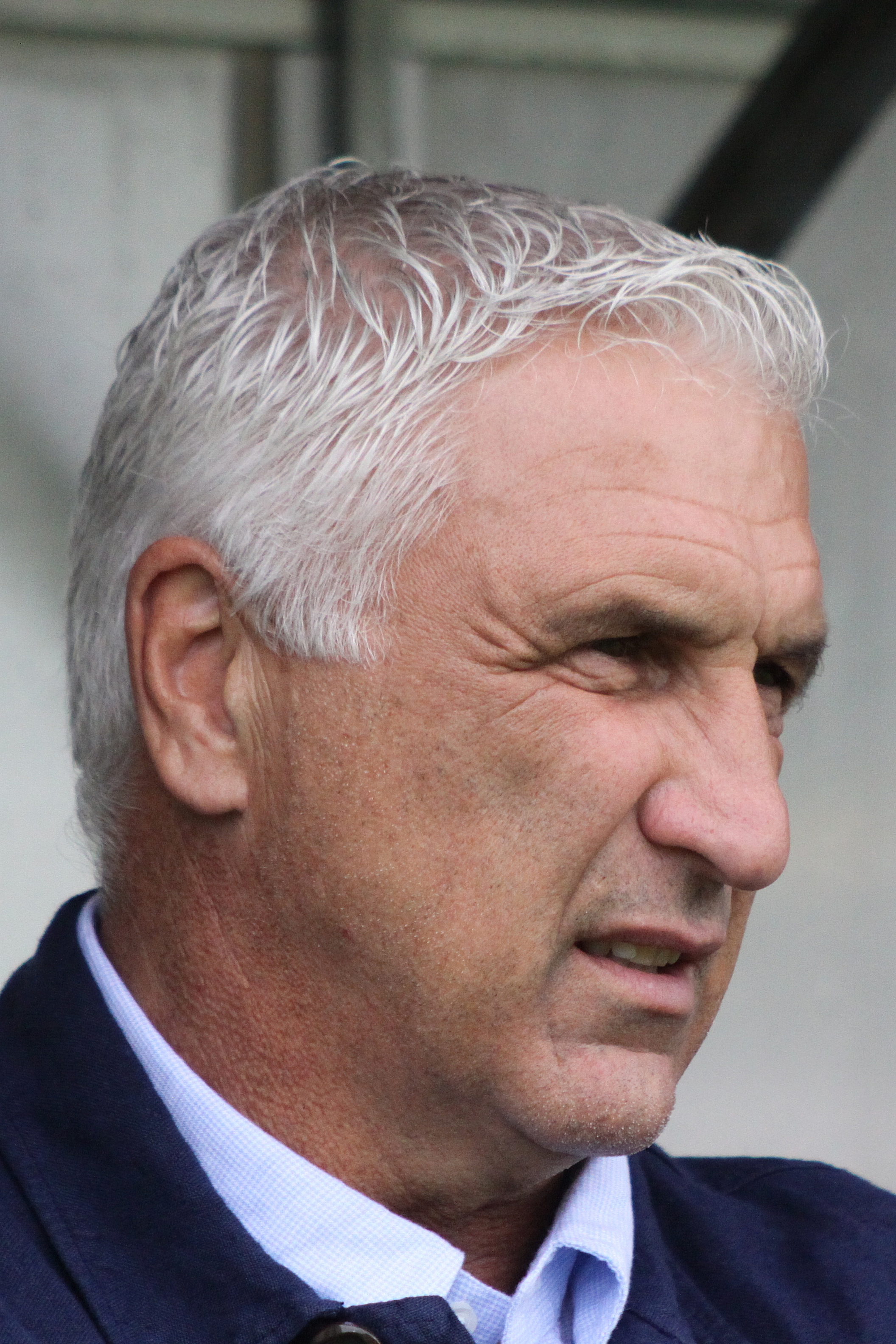
Johann Krankl, detto Hans, giocatore del secolo del Rapid e Scarpa d'oro nel 1978

- 1946  Franz Binder
- 1948  Franz Binder
- 1949  Franz Binder
- 1951  Walter Zeman
- 1952  Walter Zeman
- 1953  Walter Zeman
- 1954  Gerhard Hanappi
- 1955  Gerhard Hanappi
- 1956  Gerhard Hanappi
- 1957  Gerhard Hanappi
- 1958  Gerhard Hanappi
- 1959  Gerhard Hanappi
- 1960  Gerhard Hanappi

##### Premio assegnato dal quotidianoKronen Zeitung

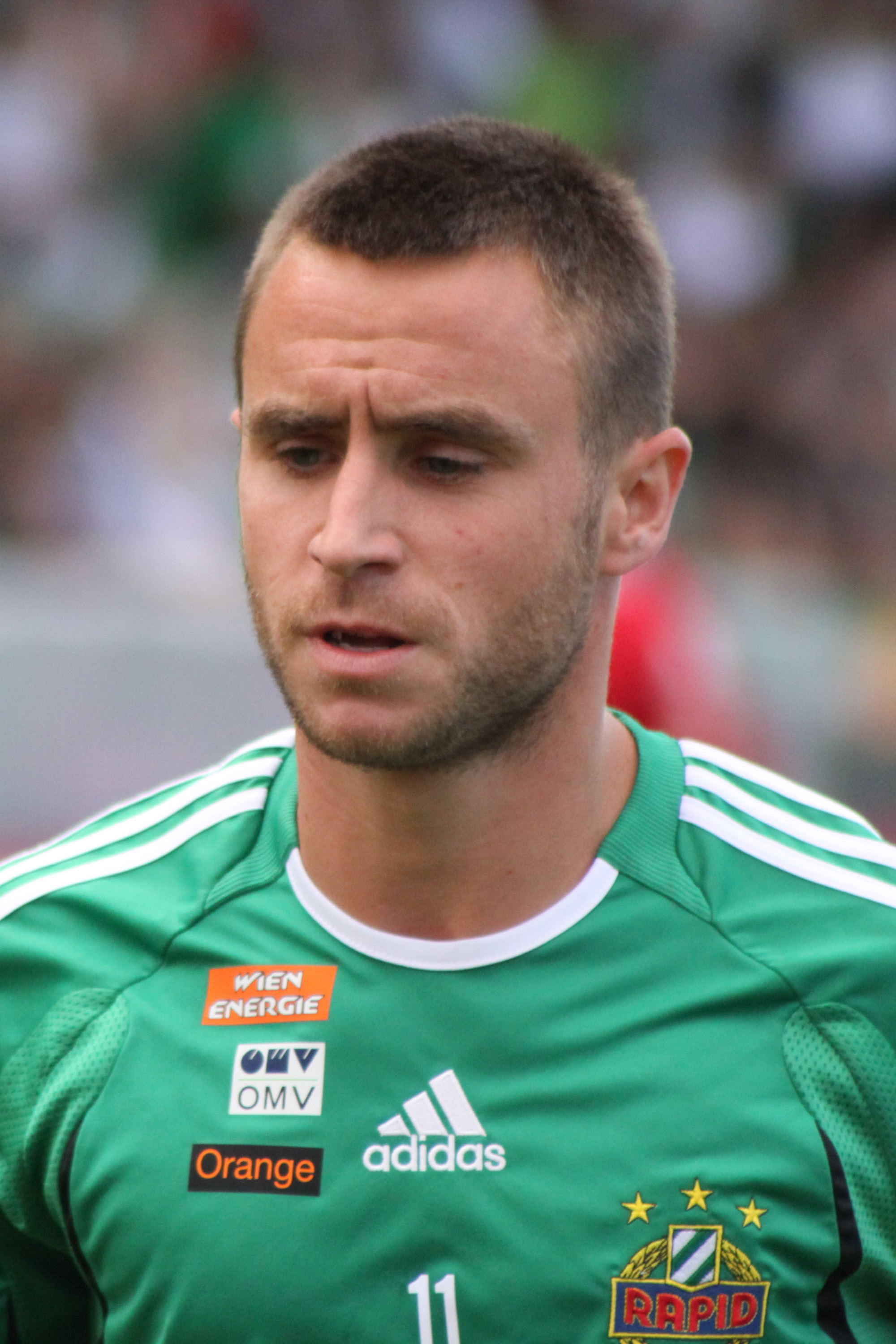
Steffen Hofmann, attuale capitano del Rapid, due volte calciatore austriaco dell'anno secondo l'APA

- 1967  Leopold Grausam
- 1968  Jørn Bjerregaard
- 1970  Jørn Bjerregaard
- 1972  Géza Gallos
- 1973  Hans Krankl
- 1974  Hans Krankl
- 1977  Hans Krankl
- 1980  Herbert Feurer
- 1981  Herbert Feurer
- 1982  Hans Krankl
- 1984  Peter Pacult
- 1986  Reinhard Kienast
- 1987  Michael Konsel
- 1989  Jan Åge Fjørtoft
- 1990  Robert Pecl
- 1991  Robert Pecl

- 1992  Andreas Herzog[27]
- 1995  Michael Konsel
- 1996  Dietmar Kühbauer
- 1997  Dietmar Kühbauer[28]
- 2001  Roman Wallner
- 2005  Steffen Hofmann
- 2006  Steffen Hofmann
- 2008  Steffen Hofmann
- 2009  Steffen Hofmann
- 2011  Steffen Hofmann

##### Premio assegnato dall'APA
- 1987  Heribert Weber
- 1992  Andreas Herzog
- 1996  Michael Konsel
- 2003  Andreas Ivanschitz
- 2004  Steffen Hofmann
- 2009  Steffen Hofmann

### A livello internazionale
- Scarpa d'oro

 Hans Krankl (1978)

## Riconoscimenti

### Squadra del secolo
Nel 1999, in occasione del centenario del club, i tifosi sono stati invitati a scegliere 11 giocatori della squadra del secolo (Team des Jahrhunderts) e 11 riserve (B-Team).
Nella stessa occasione sono stati scelti i giocatori in assoluto più rappresentativi (Rapidler des Jahrhunderts):
1. Hans Krankl
2. Ernst Happel
3. Gerhard Hanappi
4. Franz Binder
5. Peter Schöttel
6. Josef Uridil

### SK Rapid Legendenclub
Nel dicembre 2007 il club inaugurò un'associazione che aveva lo scopo di riunire e celebrare le grandi leggende della sua storia: nacque così il SK Rapid Legendenclub, il "Club delle leggende dello Sportklub Rapid".
Si tratta della prima associazione di questo tipo in Austria, ed è composto da ben 69 nomi, 64 giocatori e 5 allenatori. I requisiti per l'elezione al Legendclub sono l'aver disputato almeno 100 partite di campionato con la divisa bianco-verde, oppure aver conquistato il titolo di campione d'Austria come allenatore del club.
Presidente dell'associazione è Dietmar Hoscher; Rudolf Edlinger ed Alfred Körner sono invece presidenti onorari. Il motto Wir Sind Rapid ("Noi siamo il Rapid") è impresso sulle targhe consegnate ai membri del Legendenclub, i quali hanno anche uno spazio a loro riservato all'interno dello stadio Hanappi.
Di seguito gli eletti al Legendenclub (tra parentesi il periodo di permanenza al club):

#### Giocatori
- Zoran Barišić (1993-1996)
- Josef Bertalan (1953-1962)
- Jørn Bjerregaard (1966-1972)
- Franz Blizenec (1987-1994)
- Karl Brauneder (1983-1990, 1992-1994)
- Petar Brucic (1982-1987)
- Karl Ehn (1975-1985)
- Erich Fak (1964-1973)
- Herbert Feurer (1976-1989)
- Jan Åge Fjørtoft (1989-1993)
- Rudolf Flögel (1958-1972)
- Géza Gallos (1969-1973, 1977-1979)
- Kurt Garger (1979-1988, 1994)
- Herbert Gartner (1954-1958)
- Walter Gebhardt (1965-1971)
- Leopold Gernhardt (1939-1954)
- Walter Glechner (1959-1971)
- Leopold Grausam (1963-1970)
- Franz Hasil (1962-1968)
- Michael Hatz (1990-1996, 1998-2001)
- Andreas Heraf (1985-1988, 1994-1999)
- Andreas Herzog (1986-1992, 2002-2003)
- Norbert Hof (1971-1976)
- Josef Höltl (1955-1967)
- Ludwig Huyer (1960-1963)
- Patrick Jovanovic (1991-1997)
- Christian Keglevits (1979-1984, 1989-1991)
- Reinhard Kienast (1978-1992)
- Andreas Koch (1989-1990, 1997-1998)
- Michael Konsel (1985-1997)
- Alfred Körner (1943-1959)
- Zlatko Kranjčar (1984-1990)
- Hans Krankl (1970-1978, 1981-1985)
- Emil Krause (1973-1978)
- Bernd Krauss (1977-1983)
- Johann Krejcirik (1976-1980)
- Dietmar Kühbauer (1992-1997)
- Leo Lainer (1982-1987)
- Ladislav Maier (1998-2005)
- Sergej Mandreko (1992-1997)
- Helmut Maurer (1974-1976)
- Branko Milanović (1960-1966)
- Egon Pajenk (1970-1979)
- Antonín Panenka (1981-1985)
- Robert Pecl (1986-1995)
- Heimo Pfeifenberger (1988-1992)
- Roman Pichler (1964-1968)
- Johann Pregesbauer (1975-1986)
- Johann Riegler (1949-1958)
- Peter Schöttel (1986-2001)
- Walter Skocik (1960-1969)
- August Starek (1965-1967, 1970-1976)
- Johann Steup (1960-1961)
- Christian Stumpf (1995-1998)
- Ewald Ullmann (1964-1972)
- René Wagner (1996-2004)
- Werner Walzer (1969-1979)
- Franz Weber (1985-1994)
- Heribert Weber (1978-1989)
- Rudolf Weinhofer (1980-1988)
- Karl Giesser (1949-1964)
- Bruno Mehsarosch (1953-1958)
- Peter Persidis (1975-1982)
- Peter Rehnelt (1962-1967)

#### Allenatori
- Otto Barić (1982-1985, 1986-1989)
- Josef Hickersberger (2002-2005)
- Peter Pacult (2006-2011)
- Ernst Dokupil (1994-1998, 2000-2001)
- Rudolf Nuske (1982, vice-allenatore 1979-1982)

## Il Rapid e le Nazionali di calcio
Da sempre il Rapid è uno dei principali serbatoi della Nazionale austriaca. Già in occasione dell'amichevole con l'Ungheria dell'11 ottobre 1903, la terza uscita ufficiale della Nazionale, scesero in campo due rapidler: il portiere K. Steinmann e l'attaccante Josef Schediwy.
Sono 32 i giocatori del Rapid che hanno rappresentato l'Austria alla fase finale di un Mondiale. Il primo contingente, convocato per l'edizione italiana del 1934, era composto da Josef Bican, Matthias Kaburek, Rudolf Raftl, Josef Smistik e Franz Wagner. L'undici allenato da Hugo Meisl arrivò sino alle semifinali ed al quarto posto assoluto.
A causa dell'Anschluss, l'Austria non poté essere presente all'edizione 1938, benché regolarmente qualificata sul campo. Viceversa, molti dei giocatori vennero cooptati nelle file della Nazionale tedesca: tra di essi vi erano quattro bianco-verdi, Hans Pesser, Rudolf Raftl, Stefan Skoumal e Franz Wagner.
Per il 1954 vennero convocati ben 10 giocatori del Rapid, quasi la metà dell'intera spedizione in Svizzera. Gerhard Hanappi, Ernst Happel, Robert Körner, Erich Probst, Alfred Körner, Karl Giesser, Walter Zeman, Johann Riegler, Robert Dienst e Paul Halla aiutarono l'Austria a raggiungere nuovamente le semifinali e, con il 3º posto assoluto, il miglior risultato di sempre ad un Mondiale. Halla, Happel, Hanappi, Dienst ed Alfred Körner fecero parte anche della spedizione a Svezia 1958 conclusasi però con l'eliminazione al primo turno.
Per Argentina 1978 furono due i convocati del club: Hans Krankl, fresco vincitore della Scarpa d'oro e Peter Persidis. Krankl fu tra i protagonisti di quel Mondiale; la Nazionale raggiunse il girone di semifinale ed il 7º posto assoluto. Krank fu convocato anche per Spagna 1982, insieme a quattro compagni di club: Bernd Krauss, Johann Pregesbauer, Heribert Weber e Herbert Feurer, che aiutarono a raggiungere il secondo turno della competizione.
Italia 1990 vide ben sette convocati del Rapid, il numero più alto dal 1954. Si trattava di Robert Pecl, Peter Schöttel, Christian Keglevits, Andreas Reisinger, Heimo Pfeifenberger, Andreas Herzog e Michael Konsel. In occasione dell'ultima partecipazione dell'Austria alla fase finale di un Mondiale, in Francia nel 1998, oltre a Schöttel vennero convocati anche Arnold Wetl ed Andreas Heraf. Sia nel 1990 che nel 1998 la Nazionale fu eliminata nel primo turno.
L'unica presenza dell'Austria alla fase finale di un Europeo è del 2008. Alla rassegna casalinga preser parte, in rappresentanza del Rapid, 4 giocatori. Sono Ümit Korkmaz, Markus Katzer, Jürgen Patocka ed Erwin Hoffer. Anche in questo caso la Nazionale uscì di scena nel primo turno.
Andreas Herzog è tuttora il detentore del record di partite disputate con la maglia della Nazionale austriaca: 103. Tuttavia buona parte di queste presenze le collezionò mentre giocava in Germania, con Werder Brema e Bayern Monaco. Gerhard Hanappi è il giocatore con più presenze in Nazionale durante il periodo di militanza nel Rapid, 82 dal 1950 al 1962. Significativo anche il record di Peter Schöttel: 63 presenze con la maglia dell'Austria, tutte da giocatore del Rapid.
Nove giocatori del Rapid hanno rappresentato la Germania nel periodo 1938-1945. Si tratta di Johann Pesser, Franz Binder, Rudolf Raftl, Stefan Skoumal, Franz Wagner, Wilhelm Fitz, Franz Hofer, Johann Hofstätter e Matthias Kaburek.